# Sobrado (Valongo)
Sobrado era una freguesia portuguesa del municipio de Valongo, distrito de Oporto.

## Historia
Fue suprimida el 28 de enero de 2013, en aplicación de una resolución de la Asamblea de la República portuguesa promulgada el 16 de enero de 2013 al unirse con la freguesia de Campo, formando la nueva freguesia de Campo e Sobrado.

## Festividades
Sobrado celebra en el día de San Juan (24 de junio), la Festa da Bugiada, o dels Bugios e Mourisqueiros, en la cual se escenifica una variante de las luchas hispánicas de moros y cristianos, vestidos y adornados al estilo local. Esta festividad es una de las más interesantes tradiciones populares de Portugal, cuyos orígenes sin duda se remontan a los tiempos de la victoria sobre la conquista de la península ibérica por los pueblos musulmanes.